# Dlouhá Ves (Vrchoslavice)

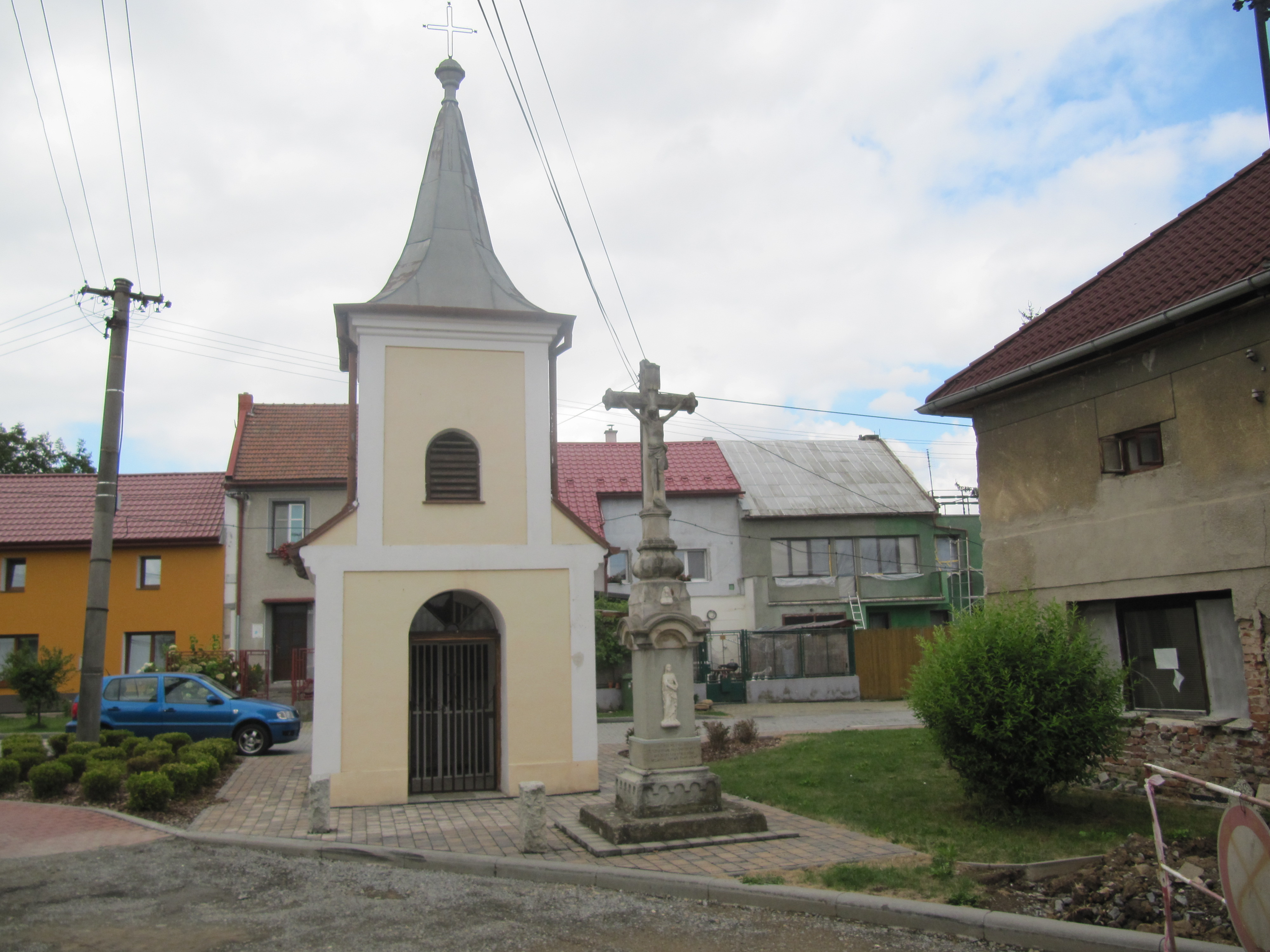
Dorfkapelle

Dlouhá Ves (deutsch: Langendorf) ist ein Ortsteil der Gemeinde Vrchoslavice im Okres Prostějov in der Tschechischen Republik. Der Ort liegt im Nordosten von Vrchoslavice.
Dlouhá Ves liegt in der Katastralgemeinde Vrchoslavice und umfasst eine Fläche von 3,38 Quadratkilometern und hatte im Jahre 2001 107 Einwohner.